# Children of the Night (Dream Evil)
Children of the Night è il primo EP del gruppo musicale svedese heavy metal Dream Evil.

## Tracce

### Versione europea
1. Children of the Night (edited version)
2. Dragonheart
3. Betrayed
4. Evilized (acoustic version)

### Versione giapponese
1. Children of the Night (edited version)
2. Take the World
3. The Prophecy (demo)
4. Heavy Metal in the Night (demo)
5. Evilized (acoustic version)
6. Children of the Night (video clip)

## Formazione
- Niklas Isfeldt - voce
- Fredrik Nordström - chitarra, tastiere
- Gus G. - chitarra
- Peter Stålfors - basso
- Snowy Shaw - batteria